# アドリアン・コルンガ
アドリアン・コルンガ・ペレス（Adrián Colunga Pérez, 1984年11月17日 - ）は、スペイン・アストゥリアス州オビエド出身の元サッカー選手。現役時代のポジションはフォワード。

## 経歴
2006-07シーズン、セグンダ・ディビシオンB（3部）のUDパハラ・プラジャスで10得点を決めた。2007-08シーズン、セグンダ・ディビシオン（2部）のUDラス・パルマスで13得点を決めた。2008年夏、クラブ史上2番目となる270万ユーロの移籍金でプリメーラ・ディビシオン（1部）のレクレアティーボ・ウェルバに移籍した。開幕戦でレアル・ベティス相手に得点を決めると、2009年2月から3月にかけて4試合連続得点を記録した。最終的にクラブ2位の9得点を記録したが、クラブはセグンダ・ディビシオンに降格した。
2010年8月5日、ケパ・ブランコとのトレードでヘタフェCFに移籍。2012年1月31日にはユース時代を過ごしたスポルティング・デ・ヒホンにレンタル移籍した。
2014年8月25日、チャンピオンシップのブライトン・アンド・ホーヴ・アルビオンFCと2年契約を結んだ。翌年1月31日、母国のグラナダCFにシーズン終了までの期限付き移籍で加入した。
2015年10月にブライトンを退団して以降は無所属となっていたが、翌年1月11日にセグンダ・ディビシオンのRCDマヨルカと契約を交わした。
9月2日、キプロス・ファーストディビジョンのアノルトシス・ファマグスタに2年契約で移籍することが発表された。
2017年9月2日、インディアン・スーパーリーグのFCゴアに移籍した。
2018年1月29日、現役引退を表明した。